# Zarephath
Zarephath è un census-designated place (CDP) degli Stati Uniti d'America, situato nello stato del New Jersey, nella contea di Somerset.
Prende il nome da una città biblica, Zarepta.